# Artpack
Ein Artpack (szenesprachlich auch kurz „Pack“) ist eine periodische Zusammenstellung von digitaler Kunst – meist ASCII-, ANSI- und Pixel-Art, digitale Musik sowie Softwarekunst –, die von den Mitgliedern einer digitalen Künstlergruppe (szenesprachlich auch „Artgroup“ genannt) in einem bestimmten Zeitraum erstellt wurden. Artpacks werden in der Regel als komprimierte Archivdateien im ZIP- oder anderen Archivformaten veröffentlicht.
Mit der Veröffentlichung als Artpack erlauben die Künstler ganz bewusst kein schnelles und damit tendenziell oberflächliches Betrachten im Webbrowser. Ein Artpack muss heruntergeladen, „offline“ ausgepackt und häufig auch manuell per Dateimanager erforscht werden. Auf diese Weise werden sowohl die Kunstwerke in einen Kontext zueinander gestellt als auch der Betrachter bewusster in diesen Kontext einbezogen.
Andere Formen der Veröffentlichung digitaler Kunst, die von Artgroups genutzt werden, sind Diskmags sowie Music Disks, die jeweils eigene grafische Oberflächen an die Stelle des Dateimanagers setzen.

## Geschichte
Artgroups verstehen sich meist als Vereinigung von Digitalkünstlern zum Zwecke der nichtkommerziellen Verbreitung ihrer Kunst. Wurden Artgroups in den 1980er und 1990er Jahren als Untergruppen (szenesprachlich „Subdivision“) von Cracker-Gruppen gegründet, arbeiten sie heute überwiegend als freie Nachfragegruppen.
International bekannte US-amerikanische Artgroups sind ACiD Productions (seit 1990) und iCE Advertisements (seit 1991); eine bekannte deutsche Artgroup ist Black Maiden (seit 1985).